# Murispora
Murispora är ett släkte av svampar. Murispora ingår i familjen Amniculicolaceae, ordningen Pleosporales, klassen Dothideomycetes, divisionen sporsäcksvampar och riket svampar.
|           | Amniculicola                          |
|           |                                       |
| Murispora | \| \| Murispora rubicunda \| \| \| \| |
|           | \| \| Murispora rubicunda \| \| \| \| |
|           | Murispora rubicunda                   |
|           |                                       |

|  | Murispora rubicunda |
|  |                     |